# Lê Văn Tấn
Lê Văn Tấn (20 tháng 8 năm 1997 – 23 tháng 3 năm 2023) là một cầu thủ bóng đá chuyên nghiệp người Việt Nam từng chơi ở vị trí thủ môn cho câu lạc bộ Huế.

## Sự nghiệp bóng đá
Lê Văn Tấn gia nhập đội trẻ Huế vào năm 2011, và trở thành thủ môn thủ số một từ U-13 đến U-21 trong thế hệ của mình. Năm 2016, Văn Tấn được huấn luyện viên Nguyễn Đức Dũng đôn lên đội một tập luyện và thi đấu. Một năm sau, anh cùng câu lạc bộ đoạt ngôi á quân Giải hạng Nhất Quốc gia.
Mùa 2019, Văn Tấn được đem cho Đồng Tháp mượn. Sau đó, anh trở lại Huế thi đấu với vai trò thủ môn số 2, dự bị cho Nguyễn Tiến Tạo. Trong mùa giải 2020, Văn Tấn cho thấy sự trưởng thành rõ rệt sau một vài lần được vào sân ở giải Hạng Nhất Quốc gia. Ở mùa giải 2022, Lê Văn Tấn có tên trong danh sách đăng ký thi đấu tất cả các vòng của giải Hạng Nhất Quốc gia. Tuy nhiên, thủ môn này không được vào sân thi đấu trận nào.

## Qua đời
Ngày 23 tháng 3 năm 2023, câu lạc bộ bóng đá Huế thông báo thủ môn Lê Văn Tấn qua đời ở tuổi 26. Đội bóng đăng lời chia buồn trên trang mạng xã hội: "Vĩnh biệt Lê Văn Tấn, chàng trai đầy nghị lực và lạc quan, với nụ cười hiền hậu nở trên môi. Một người luôn yêu thương gia đình hết mực và sống trọn cái tình với bạn bè, đồng nghiệp. Câu lạc bộ Bóng đá Huế xin được gửi lời chia buồn sâu sắc nhất tới toàn thể gia đình của thủ môn Lê Văn Tấn". Theo tìm hiểu của VTC News, Lê Văn Tấn đã trải qua một thời gian dài chống chọi với bệnh ung thư.